# Hedydipna
Hedydipna is een geslacht van zangvogels uit de familie honingzuigers (Nectariniidae).

## Soorten
Het geslacht kent de volgende soorten:
- Hedydipna collaris – Halsbandhoningzuiger
- Hedydipna metallica – Nijlhoningzuiger
- Hedydipna pallidigaster – Amanihoningzuiger
- Hedydipna platura – Kleine honingzuiger